# Thorvald Stoltenberg
Thorvald Stoltenberg (Oslo, 1931. július 8. – Oslo, 2018. július 13.) német származású norvég politikus, diplomata és jogász. 1990-ben fél évig  az ENSZ Menekültügyi Főbiztosa volt.

## Családja
Felesége Karin Heiberg. Lányaik Camilla és Nini, fiuk a korábbi norvég miniszterelnök Jens.